# Peter Jehle
 (août 2019).
Si vous disposez d'ouvrages ou d'articles de référence ou si vous connaissez des sites web de qualité traitant du thème abordé ici, merci de compléter l'article en donnant les références utiles à sa vérifiabilité et en les liant à la section « Notes et références ».
Peter Karl Jehle, né le 22 janvier 1982 à Schaan, au Liechtenstein, est un footballeur international liechtensteinois.

## Carrière

### En club
Peter a commencé sa carrière au FC Schaan au Liechtenstein. En 2000, il endosse le maillot des Grasshopper Club Zurich dans le Championnat Suisse. Il y restera six saisons, remportant au passage deux titres de Champion de Suisse.
En 2006, il est recruté par le Boavista. Après deux saisons dans le club portugais, il signe en juin 2008 au Tours FC, nouveau promu en Ligue 2 française.
Le 1er août 2008, il fait ses débuts en Ligue 2 contre CS Sedan-Ardennes (2-1) au stade de la Vallée du Cher.
Le Tours FC réalise une belle saison, ponctuée par une sixième place au classement.
En fin de contrat en juin 2009, et malgré de bonnes prestations sous le maillot tourangeau, il est laissé libre par son club. Des rumeurs font état de contacts avec des clubs anglais et allemands. Même l'Olympique de Marseille, en quête d'une doublure au poste de gardien de but, aurait des vues sur l'international liechtensteinois. Mais Peter opte finalement pour un retour au pays en signant au FC Vaduz, club de Challenge League, dans le but de faire remonter le club du Liechtenstein dans l'élite suisse. Il remporte la Coupe du Liechtenstein de 2010 à 2017, et prend sa retraite à la fin de la saison 2018 pour intégrer des nouvelles fonctions au sein de la fédération nationale du Liechtenstein.

### En sélection nationale
Le 25 février 1998 est une date historique dans l'histoire du Liechtenstein et dans la carrière de Peter. Ce jour-là, du haut de ses 16 ans, il fait ses débuts en équipe nationale face à l’Azerbaïdjan. Les joueurs de la Principauté s'imposent 2-1. C'est la première victoire du Liechtenstein. Peter ne quittera plus les buts de la sélection.
En 2004, dans le cadre des éliminatoires pour la Coupe du monde 2006, il participe au principal fait d'armes de la sélection nationale : un match nul face au Portugal 2-2 suivi quelques jours plus tard d'une victoire sur le Luxembourg 4-0.

## Palmarès
- 2001, 2003 : Champion de Suisse avec les Grasshopper Zurich.
- 2010, 2011, 2013, 2014, 2015, 2016, 2017 : Vainqueur de la Coupe du Liechtenstein avec le FC Vaduz.